# Пала, Митхат
Митхат Пала (тур. Mithat Pala; род. 15 августа 2000, Адапазары) — турецкий футболист, полузащитник клуба «Ризеспор».

## Клубная карьера
Пала — воспитанник клубов «Йилдиримспор» и «Сакарайя Демирспор». В 2019 году игрок подписал контракт с «Пазарспором». В том же году он дебютировал в Третьей лиге Турции. В начале 2020 году Пала перешёл в «Ризеспор», но еще полгода выступал за «Пазарспор» на правах аренды. В начале 2021 года игрок вернулся в «Ризеспор». 13 января в поединке Кубка Турции против «Бешикташ» Митхат дебютировал за основной состав. 17 января в матче против «Ени Малатьяспор» он дебютировал в турецкой Суперлиге. Летом 2021 года игрок на правах аренды выступал за «Афьет Афьонспор» из Второго дивизиона Турции. По окончании аренды Пала вернулся «Ризеспор». В поединке против «Самсунспора» Митхат забил свой первый гол за клуб. По итогам сезона игрок помог команде вернуться из Первой лиги Турции в элиту.